# Julio César Crivelli
Julio César Crivelli (Buenos Aires, 20 de diciembre de 1918-24 de octubre de 1992) fue un ingeniero civil y empresario de la construcción argentino. Se desempeñó como Ministro de Obras y Servicios Públicos de la Nación Argentina entre abril y diciembre de 1962, durante el gobierno de José María Guido.

## Biografía
Empresario de la construcción, fue uno de los fundadores y directivos de Crivelli, Cuenya y Goicoa Construcciones, que llevó a cabo obras como el Sheraton Buenos Aires Hotel y el edificio del Banco de Londres. Años más tarde, su hijo (de mismo nombre) transformó la constructora en un estudio jurídico de ingeniería legal. También fue titular de una empresa pavimentadora.
Fue miembro de la Cámara Argentina de la Construcción.
En mayo de 1961, fue designado subsecretario de Obras Públicas por el presidente Arturo Frondizi, dejando el cargo en enero de 1962.
En abril de 1962, el presidente José María Guido lo designó Ministro de Obras y Servicios Públicos de la Nación, ocupando el cargo hasta diciembre del mismo año.